# Gavriil Trojepolskij
Gavriil Nikolajevič Trojepolskij (Гавриил Николаевич Троепольский, 16. listopadujul./ 29. listopadu 1905greg. Novospasovka, Tambovská gubernie – 30. června 1995 Voroněž) byl ruský spisovatel. Pocházel z rodiny vesnického kněze, vystudoval zemědělskou školu a pracoval jako učitel a agronom. Drobnější literární práce vydával od roku 1937 pod pseudonymem T. Lirvag, v období po Stalinově smrti získaly velký ohlas jeho satirické prózy otištěné v časopise Novyj mir, v nichž z vlastní zkušenosti popisoval neschopnost kolchozních funkcionářů – vyšly knižně pod názvem Prochor sedmnáctý a ti druzí (rusky 1954, česky 1955) a staly se předlohou filmu Stanislava Rostockého Země a lidé. Trojepolskij byl přijat do Svazu sovětských spisovatelů a stal se spisovatelem ve svobodném povolání, přispíval do Pravdy a Litěraturné gazety, vyšel mu román Černozem, soubor črt Lovy v rákosí a kniha O řekách, půdě a dalších věcech, v níž kritizoval nešetrné zacházení s přírodními zdroji. Jeho nejúspěšnější knihou byl Bílý Bim, černé ucho (rusky 1971, česky 1973) o dobrodružstvích psa hledajícího svého ztraceného pána. Kniha byla přeložena do více než dvaceti jazyků, obdržela Státní cenu SSSR a v roce 1977 podle ní Stanislav Rostockij natočil film, který byl nominován na Oscara za nejlepší cizojazyčný film.